# Hitiaș

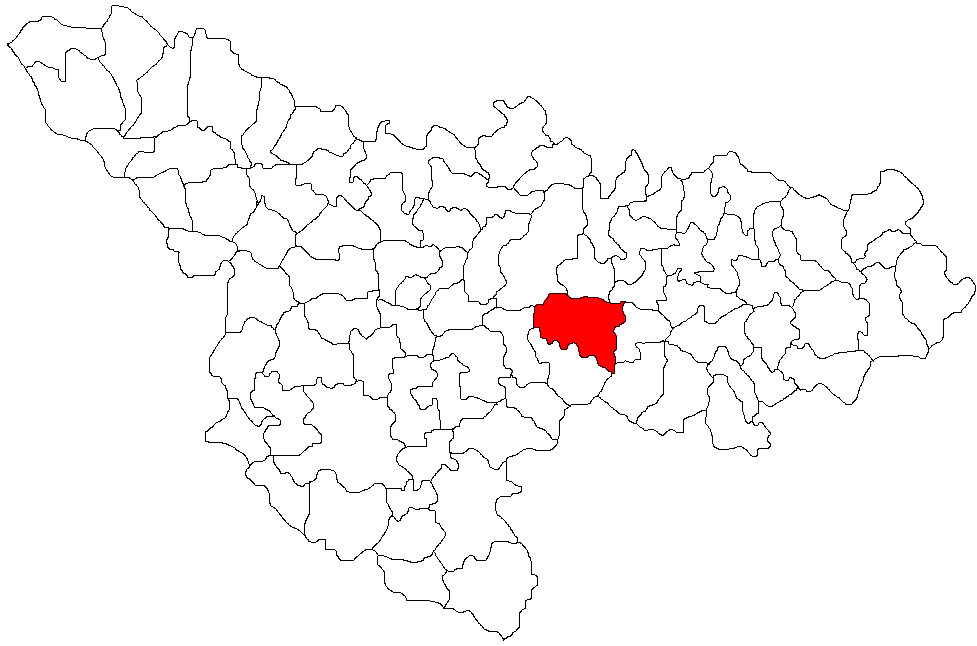
Lage der Gemeinde Racovița im Kreis Timiș

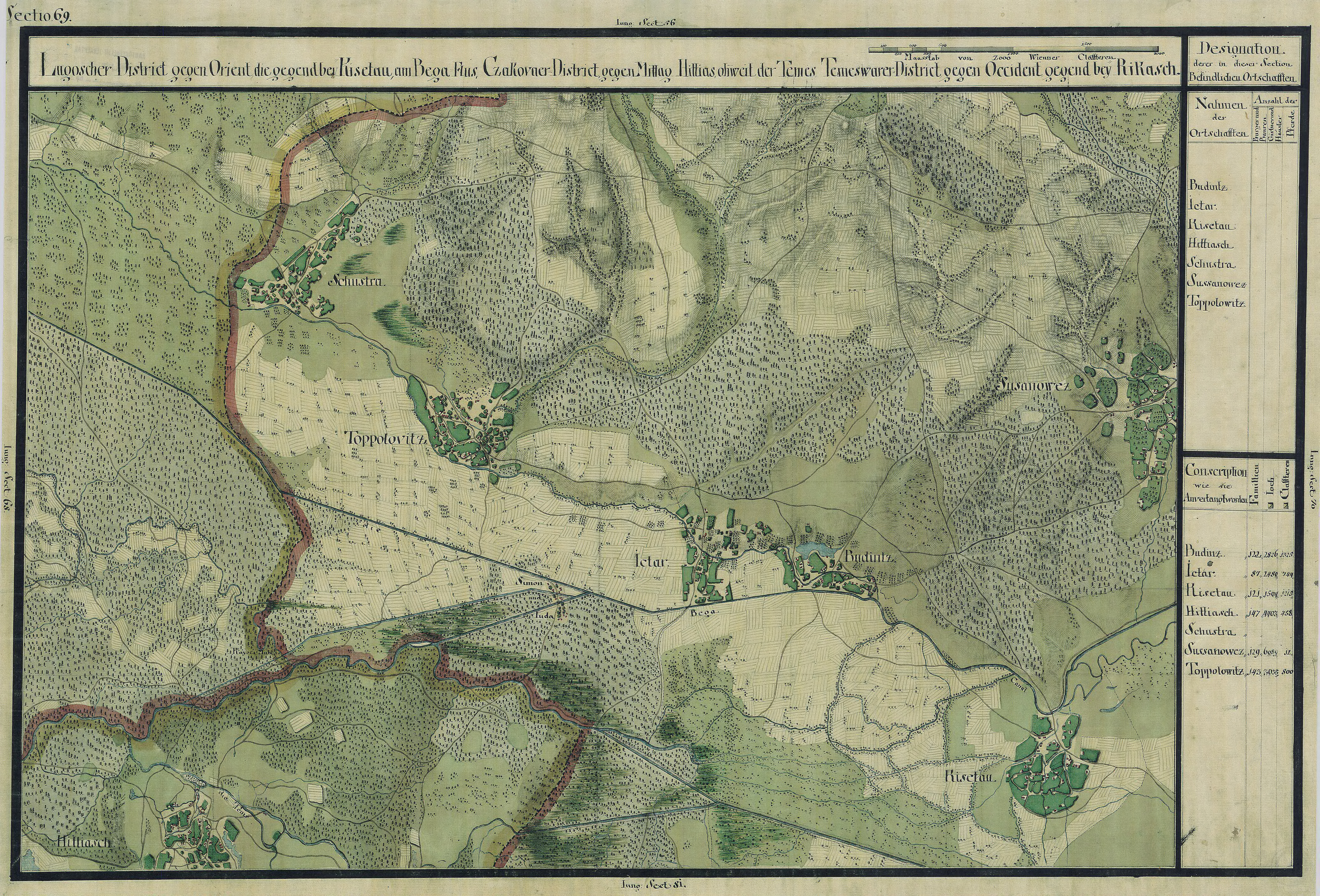
Hitiaș auf der Josephinischen Landaufnahme (1769–1772)

Hitiaș (deutsch Hittiasch, ungarisch Hattyas) ist ein Dorf im Kreis Timiș, in der Region Banat, im Südwesten Rumäniens. Hitiaș gehört zur Gemeinde Racovița.

## Geografische Lage
Hitiaș liegt im Zentrum des Kreises Timiș, auf halber Strecke zwischen Timișoara und Lugoj und in 8 km Entfernung von Buziaș, an der Kreisstraße (Drum județean) DJ572.

## Nachbarorte
| Bazoș   | Șuștra                                      | Topolovățu Mare |
| Sârbova | Kompassrose, die auf Nachbargemeinden zeigt | Ficătar         |
| Bacova  | Buziaș                                      | Racovița        |

## Geschichte
Im Laufe der Jahrhunderte traten verschiedene Schreibweisen des Namens in Erscheinung:
1410 Hathyas
1447 Hatthyas,
1462 Hathyas,
1808 Hityias,
1851 Hityiás,
1888 Hittyiás,
1913 Hattyas,
1909 Hitia, Hittyiás, 1923 Hitiaș.
1428 gehörte das Gut dem Grundherren Emmerich von Hattyas. Ebenfalls im 15. Jahrhundert sind die Brüder Dánfi von Duboz als Grundherren vermerkt. Ende des Jahrhunderts ist die Familie Banffy im Besitz des Gutes.
Auf der Josephinischen Landaufnahme von 1717 ist Adiasch mit 50 Häusern eingetragen. Nach dem Frieden von Passarowitz (1718) war die Ortschaft Teil der Habsburger Krondomäne Temescher Banat.
Infolge des Österreichisch-Ungarischen Ausgleichs (1867) wurde das Banat dem Königreich Ungarn innerhalb der Doppelmonarchie Österreich-Ungarn angegliedert. Die amtliche Ortsbezeichnung war Hattyas.
Der Vertrag von Trianon am 4. Juni 1920 hatte die Dreiteilung des Banats zur Folge, wodurch Hitiaș an das Königreich Rumänien fiel.

## Bevölkerungsentwicklung
| 1880 | 1586 | 1542 | 16 | 24 | 4  |
| 1910 | 1766 | 1633 | 92 | 26 | 15 |
| 1930 | 1527 | 1479 | 19 | 23 | 6  |
| 1977 | 1082 | 1063 | 6  | 6  | 7  |
| 2002 | 881  | 868  | 8  | 2  | 3  |